# Die Räuber

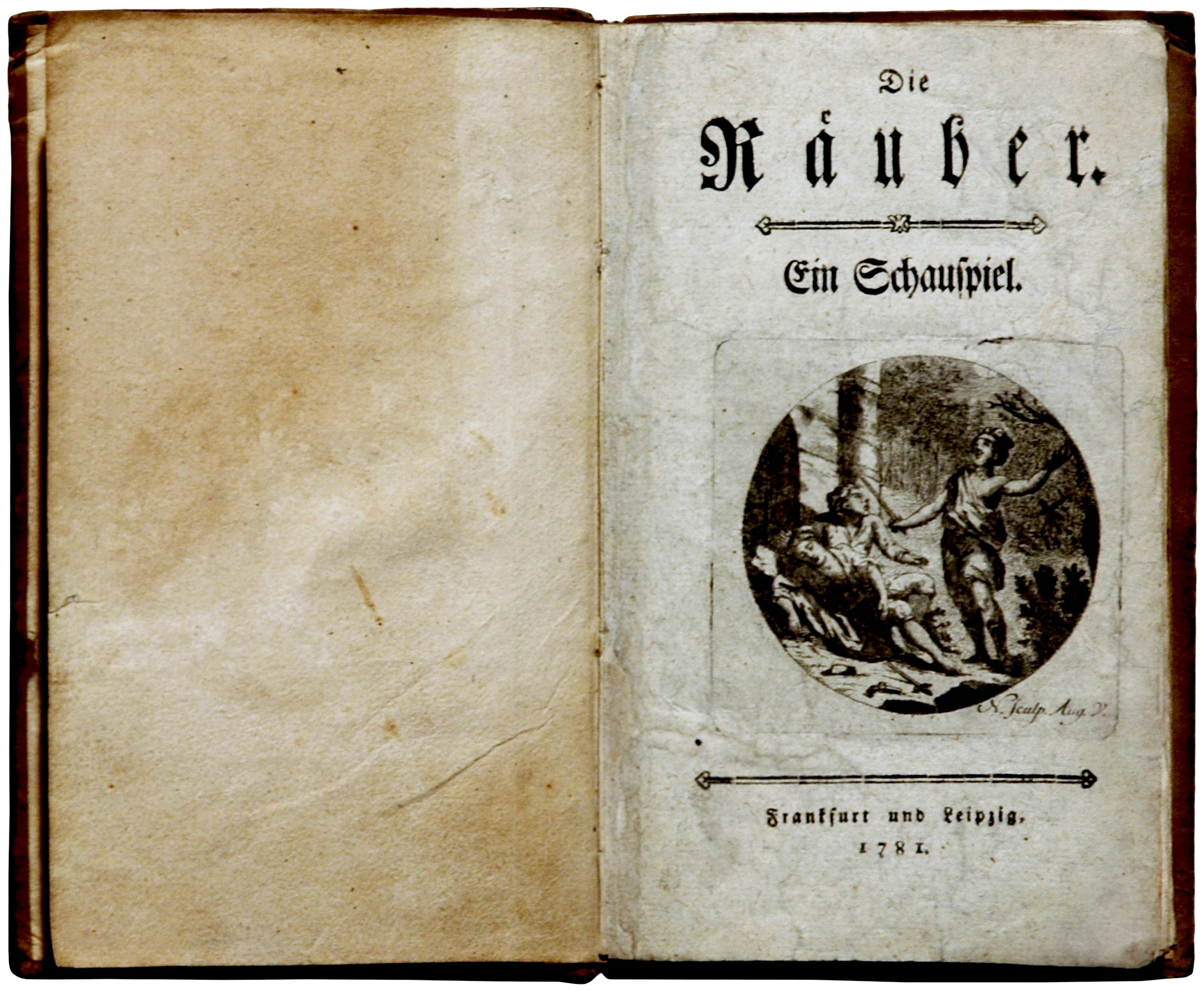
Titelblatt des Erstdruckes 1781, noch ohne Angabe des Autors

Die Räuber ist das erste veröffentlichte Drama von Friedrich Schiller. Das Werk, das zunächst nicht als Bühnenstück, sondern als Lesedrama gedacht war, gliedert sich in fünf Akte; es entstand in der Epoche der Aufklärung und ist der Strömung Sturm und Drang in der deutschen Literatur zuzurechnen. Es wurde 1781 zunächst anonym veröffentlicht, dann am 13. Januar 1782 in Mannheim uraufgeführt, wo es für nationales Aufsehen sorgte und Schiller schlagartig berühmt machte.
Das Drama schildert die Rivalität zweier gräflicher Brüder: Auf der einen Seite der von seinem Vater geliebte, intelligente, freiheitsliebende spätere Räuber Karl Moor, auf der anderen Seite sein kalt berechnender, unter Liebesentzug leidender Bruder Franz, der auf Karl eifersüchtig ist und das Erbe seines Vaters an sich reißen möchte. Zentrales Motiv ist der Konflikt zwischen Verstand und Gefühl, zentrales Thema das Verhältnis von Gesetz und Freiheit.
Anregung fand Schiller in der Erzählung Zur Geschichte des menschlichen Herzens von Christian Friedrich Daniel Schubart. Als Vorlage diente Schiller unter anderem das Schicksal des bekannten Räuberhauptmanns Nikol List. Bis in das erste Viertel des 19. Jahrhunderts waren Räuberbanden in Deutschland nichts Ungewöhnliches.
Die gleichnamigen Opern von Saverio Mercadante (I briganti, Uraufführung im Théâtre Italien, Paris 1836) und Giuseppe Verdi (I masnadieri, Uraufführung in Her Majesty's Theatre, London 1847) beruhen auf Schillers Drama.

## Inhalt
Das dramatische Schauspiel gliedert sich in fünf Akte, die in bis zu fünf Szenen unterteilt sind.

### Motto
Auf dem Vorsatzblatt der Erstausgabe findet sich ein Zitat von Hippokrates als Motto: „Quae medicamenta non sanant, ferrum sanat, quae ferrum non sanat, ignis sanat.“ Deutsche Übersetzung etwa: „Was Medikamente nicht heilen, heilt das Messer (wörtlich: Eisen); was das Messer nicht heilt, heilt das Feuer.“

### Zusammenfassung der Handlung

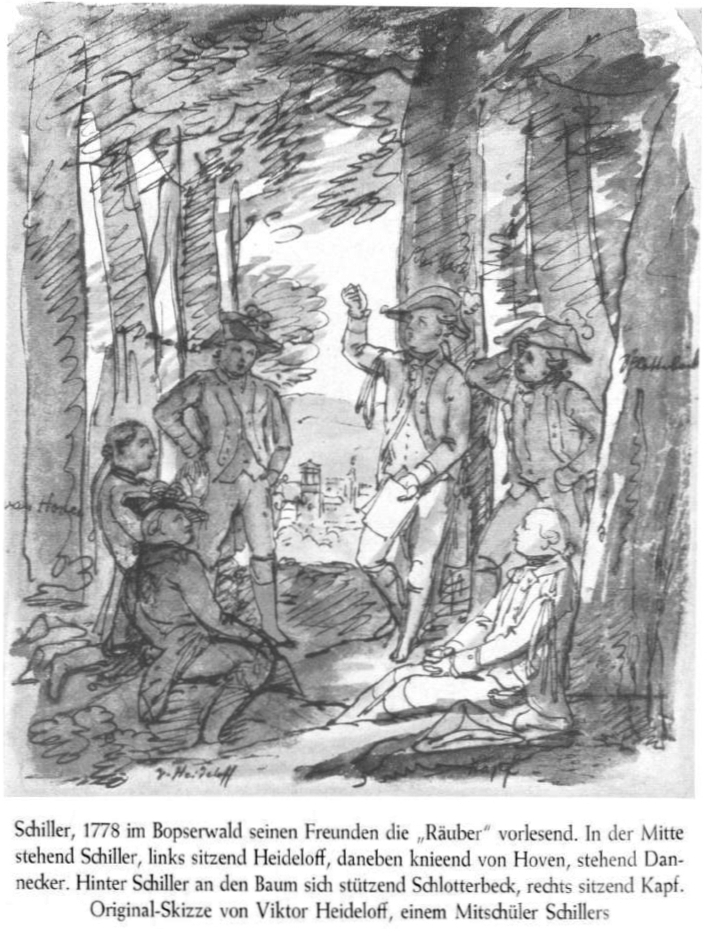
Schiller (4. v. l.) rezitiert seinen Freunden im Bopserwald bei Stuttgart Die Räuber, Tuschezeichnung von Viktor Heideloff (2. v. l.), 1778

Schiller rezitiert Die Räuber, Tuschezeichnung von Carl Alexander Heideloff nach seinem Vater Viktor Heideloff

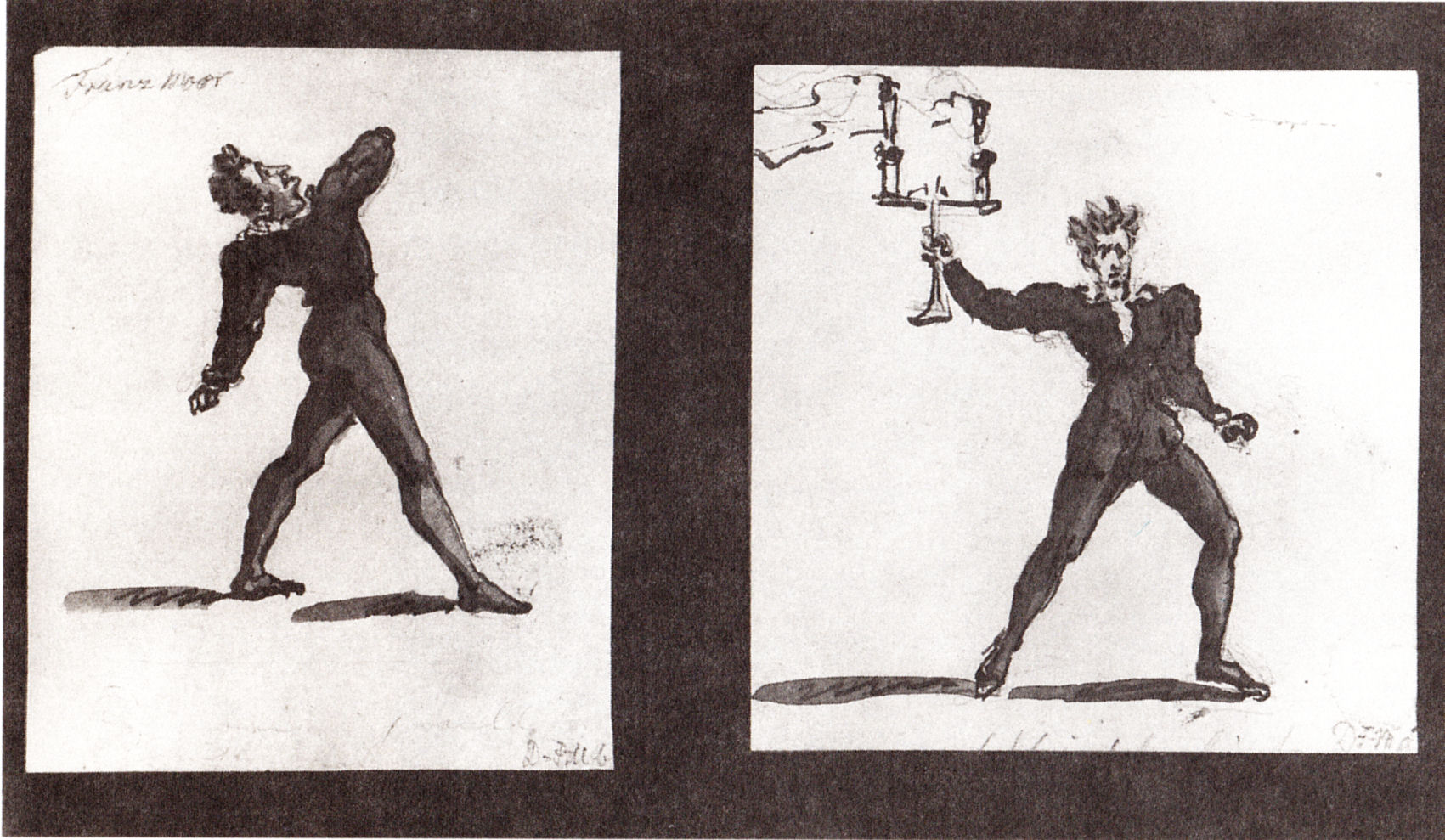
Franz Moor gespielt von Ludwig Devrient

Maximilian, regierender Graf von Moor, hat zwei ungleiche Söhne: Karl und Franz. Franz, von Natur aus hässlich, wurde in seiner Kindheit vernachlässigt und hat als Zweitgeborener kein Anrecht auf das Erbe. Karl dagegen war immer des Vaters Lieblingssohn, führte dann aber als Student in Leipzig ein recht leichtsinniges und ungezügeltes Studentenleben und verstrickte sich in Schulden, bevor er Besserung gelobte und seinem Vater einen Brief schrieb, mit dem er seinen Wunsch um Vergebung zum Ausdruck brachte.
Hier nun setzt die Handlung der Tragödie ein. Der eifersüchtige Franz ersetzt den Brief des Bruders durch einen eigenen: Er liest seinem Vater einen angeblich von einem Korrespondenten aus Leipzig geschriebenen Text vor, der Karl als Frauenschänder, Mörder und Banditen hinstellt. Darüber ist der Vater so entsetzt, dass er sich von Franz überreden lässt, Karl zu verbannen und zu enterben.
Karl, der sich eine Versöhnung erhofft hatte, ist daraufhin so verzweifelt, dass er sich zum Anführer einer von seinen Freunden gegründeten Räuberbande wählen lässt, die er aus seiner idealistischen Sicht für ehrenvoll hält, da sie sich für die Schwächeren einsetzt. Innerhalb dieser Bande entstehen jedoch Spannungen, die vor allem von dem aus bloßem Vergnügen mordenden und schändenden Moritz Spiegelberg ausgehen. Karl gerät immer tiefer in einen Teufelskreis von Unrecht und Gewalt, der ihm den Weg zurück ins bürgerliche Leben versperrt, und schwört seinen Räubern schließlich ewige Treue. Als seinetwegen aber auch Unschuldige ums Leben kommen und als Karl durch einen Neuankömmling, Kosinsky, an seine geliebte Braut Amalia erinnert wird, beschließt er, unerkannt noch einmal in sein Vaterhaus zurückzukehren.
Inzwischen hat es Franz geschafft, seinem Vater mit Hilfe einer weiteren intriganten Lüge über den „verlorenen Sohn“ das Herz zu brechen und sich zum neuen Herrn über Schloss Moor zu machen. Machtbesessen und lüstern versucht er wiederholt, Amalia für sich zu gewinnen. Die jedoch widersteht seinen dreisten Avancen und hält weiter mutig zu ihrem Verlobten. Verkleidet betritt Karl das Schloss, durchschaut die Zusammenhänge seines Niedergangs und erfährt, dass ihn Amalia – die ihn nicht erkennt – immer noch liebt.
Als Franz errät, wer unter der Verkleidung steckt, flieht Karl aus dem Schloss und trifft zufällig auf den tot geglaubten Vater, der in einem Hungerturm dahinvegetiert und seinen Lieblingssohn nicht wiedererkennt. Empört schickt Karl seine Räuber los, um das Schloss zu stürmen und den verhassten Bruder Franz festzunehmen. Der allerdings entzieht sich im letzten Moment der gerechten Strafe durch Selbstmord. Die Räuber nehmen Amalia gefangen und bringen sie zu Karl, der sich jetzt, verzweifelt über den Lauf der Dinge, als Räuberhauptmann zu erkennen gibt. Das versetzt seinem Vater den Todesstoß. Auch Amalia ist entsetzt, hält aber trotz allem an ihrer Liebe zu Karl fest. Durch den unverbrüchlichen Eid, der ihn an seine Räuber bindet, ist es Karl jedoch nicht möglich, zu ihr zurückzukehren. Amalia will ohne ihn aber nicht mehr weiterleben und bittet ihn, sie zu töten. Schweren Herzens tut ihr Karl diesen letzten Gefallen und ersticht sie. Er sieht ein, „dass zwei Menschen wie ich den ganzen Bau der sittlichen Welt zugrunde richten würden“, und beschließt, sich der Justiz auszuliefern.

### 1. Akt
Ausgangspunkt der Handlung ist die Situation in der adligen Familie von Moor: ein alter Vater zwischen seinen ungleichen Söhnen Karl und Franz, die zu unversöhnlichen Feinden werden. Der jüngere Sohn, Franz, hält sich im väterlichen Schloss auf, während der ältere, Karl, ein ausschweifendes Leben als Student in Leipzig führt.
1. Szene:
Der alte Graf Maximilian von Moor erhält in einem Brief aus Leipzig endlich Nachrichten von seinem ältesten Sohn Karl. Doch das Schreiben, das ihm sein zweitgeborener Sohn Franz überbringt und das angeblich von einem Freund Karls verfasst worden ist, enthält nichts Erfreuliches: Karl stecke offenbar in argen Schwierigkeiten, habe angeblich 40.000 Dukaten Schulden gemacht, die Tochter eines reichen Bankiers entjungfert, deren Verlobten im Duell getötet und sich der Strafverfolgung entzogen. Nicht ahnend, dass Franz gegen seinen Bruder intrigiert, den Brief gefälscht und den wahren Brief Karls, in dem dieser seinen Vater um Vergebung bittet, verschwinden lassen hat, ist der Vater von den Untaten seines Sohnes Karl zutiefst erschüttert und lässt sich von Franz dazu überreden, seinen älteren Sohn zu verstoßen und zu enterben. Er hofft, Karl durch diese pädagogisch gemeinte Maßnahme wieder auf den rechten Weg zu bringen, und beabsichtigt, den Kontakt zu ihm nach dessen Läuterung wieder aufleben zu lassen. Obwohl der Vater seinen jüngeren Sohn mehrfach ermahnt, Karl mit seinem Antwortschreiben nicht in noch größere Verzweiflung zu stürzen, formuliert Franz den Brief besonders schroff und abweisend, um so das Zerwürfnis zwischen Vater und Sohn für immer zu besiegeln.
2. Szene:
Zur selben Zeit klagen Karl und sein Freund Spiegelberg in einer Kneipe über die einengenden Gesetze und das schlappe „Kastratenjahrhundert“. Während die übrigen Freunde eintreffen, wird Karl der Brief überreicht, den Franz im Namen des Vaters geschrieben hat. Als er erfährt, dass er vom Vater verstoßen sei und keine Bitte um Verzeihung daran etwas ändern könne, lässt Karl den Brief wortlos zu Boden fallen und läuft aus dem Raum. Nachdem dann auch die Freunde den Brief gelesen haben, nutzt Spiegelberg Karls Abwesenheit, um die anderen zu überreden, sich zu einer Räuberbande zusammenzuschließen. In diesem Augenblick kehrt Karl zurück und erklärt, dass für ihn eine Welt zusammengebrochen sei. Er nimmt die Strafe des Vaters als Zeichen dafür, dass die gesamte Menschheit ihre Menschlichkeit eingebüßt habe. Erregt geht er auf das Angebot seiner Freunde ein, ihr Anführer zu werden, und formuliert einen Eid, der sie bis in den Tod aneinander binden soll. Alle schwören sich gegenseitige Treue, nur Spiegelberg hält sich enttäuscht und grollend abseits, denn er hatte gehofft, dass man nicht Karl, sondern ihm die Rolle des Anführers antragen werde.
3. Szene:
Franz begehrt Amalia und versucht, sie durch Lügen über ihren Verlobten für sich zu gewinnen: Karl habe ihren Verlobungsring versetzt, um damit eine Prostituierte zu bezahlen. Franz' Übertreibungen lassen Amalia jedoch misstrauisch werden. Sie durchschaut sein falsches Spiel, erkennt seine wahren Absichten und erteilt ihm eine entschiedene Abfuhr. Entlarvt lässt Franz seine heuchlerische Maske fallen und schwört bittere Rache.

### 2. Akt
1. Szene:
Franz, der selbst gerne Herr des Hauses von Moor wäre, überlegt sich einen hinterhältigen Plan, wie er seinen Vater umbringen könnte, um die alleinige Macht zu besitzen. Er versetzt den Bastard Hermann mit Anspielungen auf dessen uneheliche Herkunft in Rage gegen Karl und den alten Moor, damit dieser ihm hilft, die beiden aus dem Wege zu räumen. Als Belohnung verspricht Franz ihm die Hand der schönen Amalia, und Hermann willigt ein. Im Gegenzug müsse er sich vor dem alten Moor als Karls Kamerad ausgeben und ihm die schreckliche Botschaft überbringen, dass Karl tot sei. Kaum hat Hermann die Szene wieder verlassen, kommt Franz' wahres Gesicht zum Vorschein und es wird klar, dass er niemals vorhatte, auf Amalia zu verzichten. Mehr denn je begehrt er Karls Verlobte für sich.
2. Szene:
Als der verkleidete Hermann dem alten Moor berichtet, dass Karl gefallen sei, gibt sich der verzweifelte Vater selbst die Schuld daran. Er kann nicht fassen, dass der Verstoß seines Erstgeborenen diesen in den Krieg und damit in den Tod geführt habe. Amalia, vom angeblichen Tod ihres Geliebten ebenfalls zutiefst erschüttert, versucht den alten Moor zu trösten. Doch dieser kann den schweren Schicksalsschlag nicht verkraften – zumal Franz mit seinen Reden noch Salz in die Wunde streut – und bricht wie tot zusammen. Daraufhin sieht sich Franz schon als Erbe. Seine ersten Äußerungen als Nachfolger des Grafen verraten, dass er zu einem wahren Tyrannen werden wird.
3. Szene:
Währenddessen lebt Karl als Hauptmann seiner Räuberbande in den böhmischen Wäldern. Auch Spiegelberg kehrt zu ihnen zurück und führt der Bande neue Anhänger zu. Die Loyalität zu ihrem Hauptmann festigt sich, als die Räuber erfahren, dass Roller, ein geschätztes Bandenmitglied, von Karl vor dem Galgen gerettet wurde. Dabei ist die Stadt, die Roller zum Tode verurteilt hatte, in Brand gesteckt und vollständig zerstört worden. Der Befreiung fielen 83 Stadtbewohner zum Opfer. Als der Wald daraufhin von einer großen Anzahl Soldaten umzingelt wird, will ein Pater die Räuber dazu bringen, ihren Hauptmann auszuliefern, indem er ihnen verspricht, dass ihnen ihre Schandtaten durch diesen Verrat vergeben würden. Doch obwohl auch Karl selbst seine Männer auffordert, ihn auszuliefern, stehen diese fest hinter ihm. Mit dem Ruf „Tod oder Freiheit“ beginnt der Kampf und endet der zweite Akt.

### 3. Akt
1. Szene:
Im Garten spielt Amalia auf der Laute ein Totenlied für ihren Geliebten Karl. Franz tritt hinzu und beginnt erneut, um sie zu werben. Er spricht davon, sich ihr zu Füßen werfen und ihr Sklave werden zu wollen. Amalia verweigert sich ihm jedoch und beschuldigt ihn des Mordes an seinem Bruder. Da wechselt Franz, nach dem vermeintlichen Ableben seines Vaters nun Herr auf Schloss Moor, seine Taktik und befiehlt ihr barsch, ihn zu heiraten. Als Amalia dieses Ansinnen zurückweist, droht Franz ihr damit, sie ins Kloster zu stecken. Doch diese Drohung verfängt nicht: lieber wolle sie ins Kloster gehen, als seine Frau zu werden. Franz, in seiner Wut, will sie gewaltsam vor den Traualtar schleifen und dann ihr „jungfräuliches Bett“ erklimmen. Als Amalia diese Worte mit einer Ohrfeige beantwortet, erklärt Franz Amalia kurzerhand zu seiner Mätresse. Amalia täuscht eine Versöhnung vor, umarmt Franz, entreißt ihm seinen Degen und jagt ihn davon. Hermann erscheint und bittet sie um Vergebung. Als er ihr seine Mitschuld gesteht und verrät, dass Karl und sein Vater noch leben, kann sie dies zunächst kaum glauben. Ihre Freude gilt jedoch ausschließlich der Nachricht vom Schicksal Karls. Die Tatsache, dass auch der alte Graf noch nicht gestorben ist, scheint sie nicht mehr wahrzunehmen.
2. Szene:
Nach der vorangegangenen Schlacht ermüdet und verzweifelt, erinnert sich Karl an seine Kindheit und fängt an, seine bisherigen Taten und deren Folgen in Frage zu stellen. In diesem Augenblick betritt Kosinsky die Szene. Er hat die Absicht, sich den Räubern anzuschließen. Karl belehrt ihn jedoch, dass sich nur ein Mensch, der völlig ohne Hoffnung sei, auf einen solch „schrecklichen Bund“ einlassen könne. Da erzählt Kosinsky den Räubern seine Lebensgeschichte, und es erweist sich, dass sie der Karls in vielen Punkten ähnelt. Als sich obendrein herausstellt, dass auch Kosinsky eine Geliebte mit dem Namen Amalia hat, sieht Karl darin einen Wink des Schicksals und beschließt, nach Hause zurückzukehren, um dort nach seiner Amalia zu sehen. Die Räuber folgen ihm bedingungslos.

### 4. Akt
1. Szene:
Karl erreicht seine Heimat und gibt Kosinsky den Auftrag, auf das Schloss zu reiten und ihn dort als Grafen von Brand vorzustellen. Erinnerungen an Kindheit und Jugend werden beim Anblick der vertrauten Umgebung wach, sein Monolog wird zunehmend düsterer. Zweifel am Sinn seiner Rückkehr kommen in ihm auf, trotzdem fasst er Mut und betritt schließlich das Schloss.
2. Szene:
Amalia begleitet den verkleideten Karl in die Ahnengalerie, erkennt ihn jedoch nicht. Franz aber ahnt, wer sich hinter dem Besucher verbirgt, und fordert den alten Diener Daniel auf, den Fremden zu vergiften. Der aber möchte sein christliches Gewissen nicht mit einem Mord belasten.
3. Szene:
Daniel erkennt Karl, und dieser gesteht ihm seine echte Identität, als Daniel eine alte Narbe an Karl auffällt. Karl erfährt daraufhin von den Intrigen seines Bruders. Er möchte Amalia noch einmal sehen, bevor er das Schloss, ohne einen Gedanken an Rache, wieder verlassen will.
4. Szene:
Bei einer letzten Begegnung mit Amalia, die Karl immer noch nicht erkennt, erzählen beide von ihren fernen Geliebten. Karl berichtet über seine Gräueltaten und begründet damit, warum er zu „seiner“ Amalia nicht zurückkehren kann. Amalia indessen ist froh, dass „ihr“ Karl noch lebt und sie ihn rechtschaffen in der Ferne weiß. Karl zerbricht an dem reinen Bild, das Amalia von ihm hat, und flieht zurück zu seinen Räubern, die vor dem Schloss lagern.
5. Szene:
Während Karls Abwesenheit versucht Spiegelberg, die Räuber gegen ihren Hauptmann aufzuwiegeln und deutet an, selbst Kopf der Bande werden und Karl ermorden zu wollen. Doch der loyale Schweizer ersticht ihn. Nachdem Karl zu seinen Männern zurückgekehrt ist, warten diese auf neue Befehle ihres Hauptmanns. Der aber befiehlt ihnen, sich schlafen zu legen, nimmt seine Laute und singt ein Lied, das von einer Begegnung zwischen dem toten Caesar und seinem Mörder Brutus handelt. Der im Lied verhandelte Vatermord (ausgehend von der Legende, nach der Brutus möglicherweise Caesars Sohn war) erinnert Karl an seine eigene Schuld. Er gibt sich Selbstmordgedanken hin, die er aber wieder verdrängt.
Noch in derselben Nacht kommt Hermann in den Wald, um den in einem Turm eingesperrten Vater Moor heimlich mit Essen zu versorgen. Karl bemerkt dies, befreit den Gefangenen und erkennt in ihm seinen Vater, bleibt jedoch selbst unerkannt. Der alte Moor erzählt, was mit ihm geschehen und wie er in den Turm geraten ist. Voller Empörung sinnt Karl auf Rache und befiehlt den Angriff auf das Schloss. Schweizer soll ihm Franz lebendig herbeischaffen.  Dieser schwört ihm, dass er entweder mit dem lebenden Franz oder aber überhaupt nicht zurückkehren werde.

### 5. Akt
1. Szene:
In derselben Nacht plagt Franz ein Albtraum vom jüngsten Gericht. Als er aufgeregt und verängstigt durch das Schloss eilt, trifft er auf den fliehenden Daniel, schildert diesem seinen Traum und lässt ihn einen Pastor rufen. Zwischen Franz und Pastor Moser kommt es zu einem längeren Disput über Glaube und Schuld, in dem Franz die Ansichten Mosers verhöhnt. Auf seine Frage, welches die schlimmsten Sünden seien, erklärt ihm Moser, die größten Verbrechen seien Vater- und Brudermord, deren aber könne Franz sich nicht mehr schuldig machen, da sein Vater und Bruder ja bereits tot seien. Schuldbewusst schickt Franz Moser fort und bleibt verstört zurück. Er hört, wie sich die Räuber dem Schloss nähern und es in Brand stecken. Als er Schweizers Stimme vernimmt und erkennt, dass die Räuber seinetwegen gekommen sind, versucht er zu beten. Er kann es aber nicht und verlangt von Daniel, dass dieser ihn töte. Doch jener verweigert seinen Beistand. Da erdrosselt Franz sich aus Angst vor den Räubern mit seiner Hutschnur. Schweizer, der nun sein Versprechen, Karls Bruder lebend zu fangen, nicht mehr erfüllen kann, erschießt sich.
2. Szene:
Der alte Moor beklagt das Schicksal seiner Söhne. Karl, immer noch unerkannt, bittet um den Segen seines Vaters. Die Räuber kehren mit Amalia, die sie in der Nähe des Lagers aufgegriffen haben, zu Karl zurück. Als dieser seine Identität preisgibt und offenbart, dass er der Räuberhauptmann ist, stirbt sein Vater vor Entsetzen. Amalia vergibt Karl und will wieder mit ihm zusammenleben, doch aufgrund des Treueschwurs, den Karl den Räubern gegenüber geleistet hat, ist dies nicht möglich. Amalia will jedoch ohne ihn nicht mehr weiter leben und bittet Karl, sie zu töten. Dies kann Karl zunächst nicht übers Herz bringen. Erst als einer der Räuber diese Tat für ihn vollbringen will, tut es Karl dann doch, erkennt aber nun endgültig, dass sein Leben verwirkt ist. Er beschließt ein letztes gutes Werk zu tun und seine Schuld zu begleichen, indem er sich einem armen Tagelöhner ausliefern will, der mit dem Kopfgeld, welches auf Karl ausgesetzt ist, seine elf Kinder ernähren soll. "Dem Manne kann geholfen werden."

## Figuren

### Karl Moor

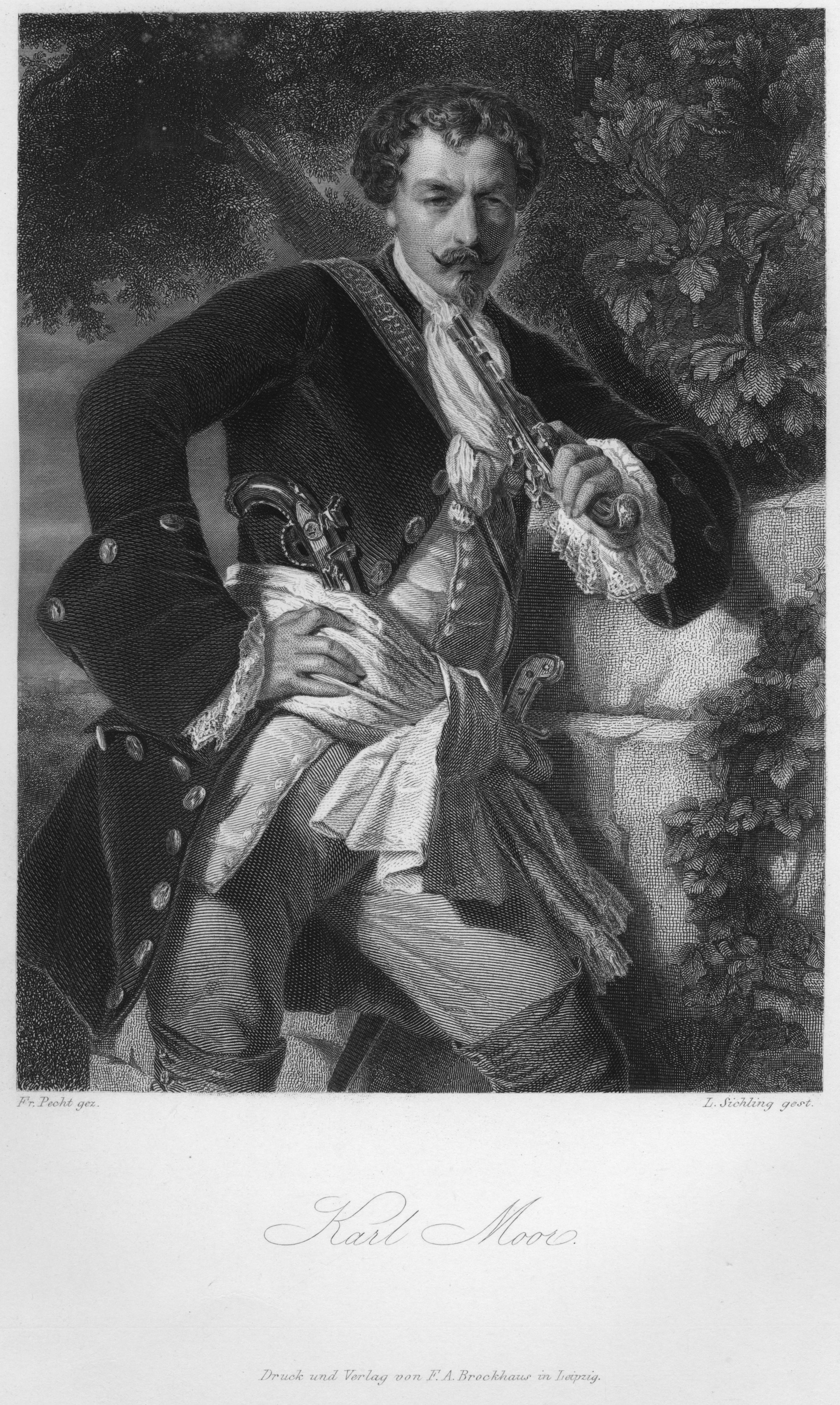
Karl Moor in der Schiller-Galerie (1859), Stahlstich von Sichling nach Pecht

Karl Moor ist ein idealistischer Rebell von attraktiver und charismatischer Erscheinung. Seine radikalen Gedanken und leidenschaftlichen Gefühle spiegeln typische Züge des Sturm und Drang wider.
Er ist im Grunde eine ehrliche Haut und wird erst dann zum schändlichen Verbrecher und Mordbrenner, als er sich von seinem Vater zu Unrecht verstoßen glaubt. Er entwickelt eine enge Bindung zu seinen Männern, insbesondere zu Roller, Schweizer und Kosinsky, erkennt aber durchaus auch die Skrupellosigkeit seines Kumpanen Spiegelberg und anderer Gesellen, die ihn zwingen, immer brutalere Gräueltaten in Kauf zu nehmen. Aus Solidarität zu seinen Komplizen und um Roller vor der Hinrichtung zu retten, lässt er schließlich eine ganze Stadt niederbrennen. Als er erfährt, dass Amalia bereit ist, einem Mordbuben wie ihm zu verzeihen, gerät er in einen inneren Konflikt, da er seinen Räubern (die zum Teil, wie Schweizer und Roller, ihr Leben für ihn geopfert haben) geschworen hat, sich nie wieder von ihnen zu trennen.
Verzweifelt zahlt er einen doppelten Blutzoll: Er tötet seine Geliebte auf ihr Flehen hin, nachdem die Bande ihn an seinen Treueschwur erinnert hat. Und er beschließt, sich der Justiz zu stellen, indem er sich einem armen Tagelöhner ausliefern will, sodass dieser sein Kopfgeld einstreichen kann. Obwohl Karl charakterlich das ganze Gegenteil von Franz ist, zeigen die Brüder dennoch gewisse Ähnlichkeiten: Bei beiden ist es die Zurückweisung durch den Vater, die sie zu allzu impulsiven Handlungen verführt und derentwegen sie sich anmaßen, sich selbst für ihre zukünftigen Vergehen Absolution erteilen zu dürfen.

### Franz Moor

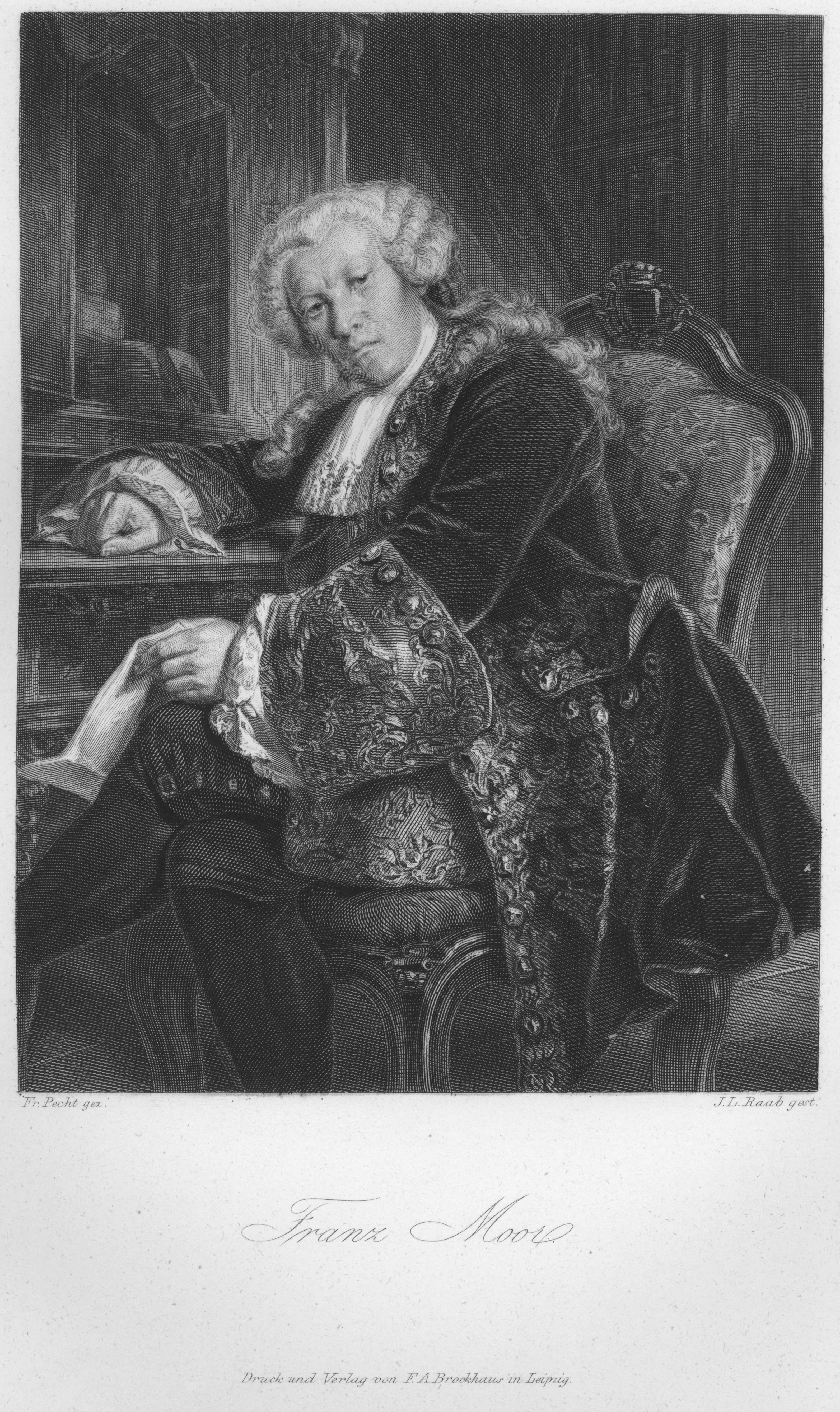
Franz Moor in der Schiller-Galerie (1859), Stahlstich von Raab nach Pecht

Franz Moor ist der jüngere Sohn des Grafen von Moor, dessen ganze Liebe stets Karl galt. Als Zweitgeborener hat Franz keinerlei Ansprüche auf einen Erbanteil und ist selbst als Erwachsener nicht allein rechtsfähig, sondern untersteht dem Vater. Obendrein ist er im Gegensatz zu seinem Bruder Karl missgestaltet und unbeliebt, dabei von scharfer Intelligenz und heimtückischem Charakter. Doch der solchermaßen benachteiligte Franz will sich der naturgegebenen (Rechts-)Ordnung nicht fügen, sondern sich für die empfundene Ungerechtigkeit rächen. Er geht so weit, dass er alles „was mich einschränkt, dass ich nicht Herr bin“ ausrotten will. Da Karl immer der Bevorzugte war, entstand für Franz ein Liebesdefizit, das ihm die „sinnliche Welt“ der Leidenschaft unerträglich machte. So fixierte er sich auf eine rationalistische Denkweise und wird zum gefühlskalten, amoralischen, egoistischen Materialisten und Nihilisten.
Neid und Eifersucht gegenüber seinem Bruder sind mit den Jahren in blinden Hass umgeschlagen. Deshalb intrigiert Franz gegen Karl, damit dieser die gleiche emotionale Zurückweisung durch den Vater erfährt wie Franz selbst. Aber auch der Vater soll für sein Verhalten büßen. So handelt Franz ohne Skrupel, erreicht den väterlichen Verstoß Karls und bringt den Vater selbst, durch die Verzweiflung, in die er ihn anschließend stürzt, beinahe ums Leben. Schiller demonstriert an dieser Figur, was geschehen könnte, wenn das Verhalten eines Menschen, der ohne Liebe aufwächst, nicht mehr durch Moral, sondern allein durch kalte Rationalität bestimmt würde. Franz’ grenzenloses Streben nach Macht endet schließlich in der Katastrophe des Selbstmords.

### Amalia von Edelreich

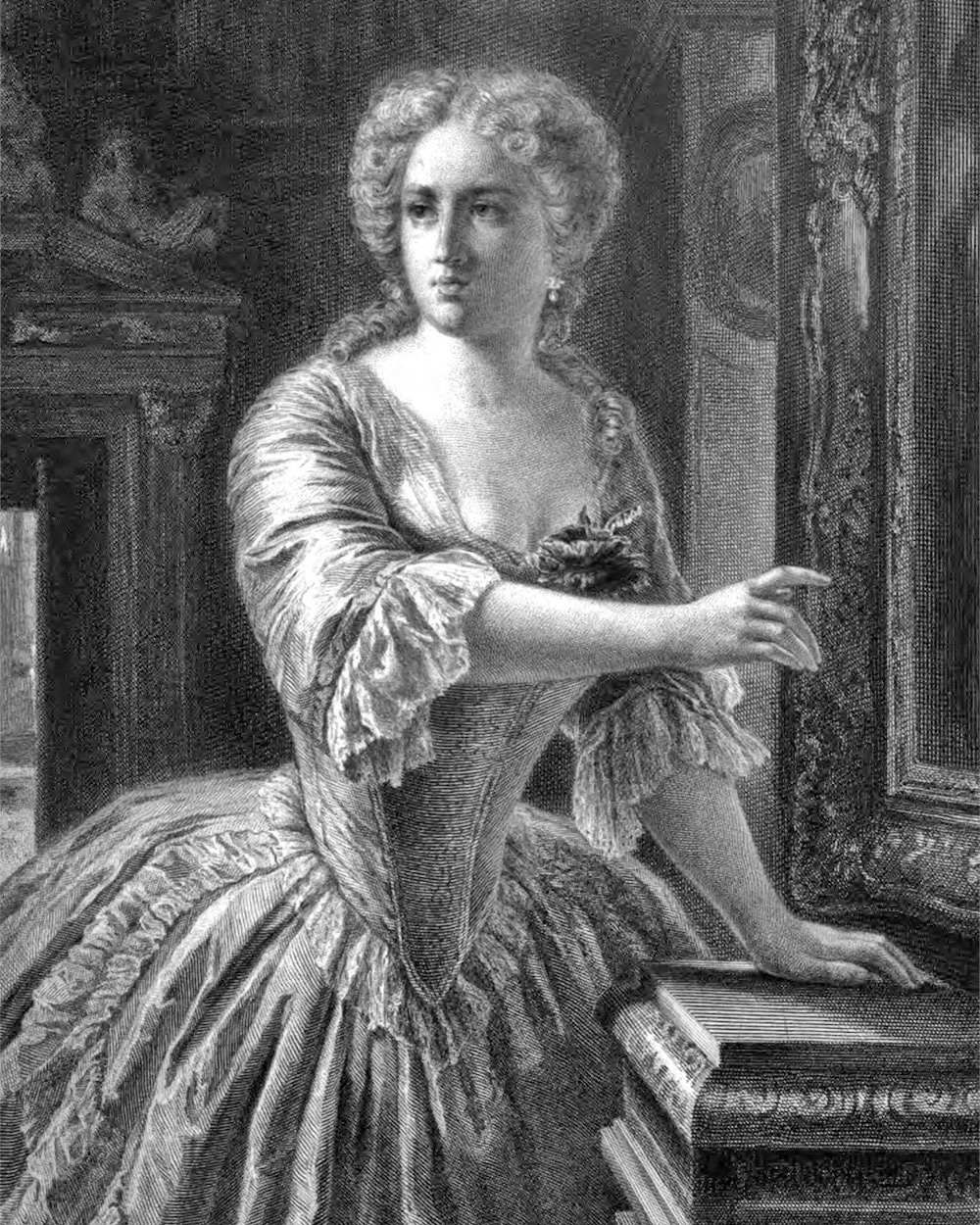
Amalia in der Schiller-Galerie (1859), Stahlstich nach Pecht

Amalia ist Karls Verlobte und für den alten Moor eine eigene Tochter. Sie ist eine treue, ehrliche, nette, zuverlässige und in sich ruhende Person. Doch zunächst wird auch sie, genau wie der alte Moor, durch die Intrige des jüngeren Sohnes getäuscht. Da sie glaubt, ihren totgeglaubten Geliebten im Himmel wiederzutreffen, setzt sie all ihre Sehnsüchte auf das Leben nach dem Tode. Kämpferisch erscheint sie lediglich an einer Stelle des Werkes: nämlich in ihrer Verweigerung gegenüber dem höfischen Glanz in der Auseinandersetzung mit Franz, der sie begehrt und um sie wirbt. Für die Stärke ihrer Person spricht sowohl die spätere Entlarvung von Franz’ Intrige als auch die Enttarnung Karls, was jedoch weniger an logischen Schlussfolgerungen liegt, sondern an der tiefen treuen Liebe, die sie immer noch für ihn empfindet.
Amalia vertritt das Idealbild der absoluten hingebungsvollen, reinen Liebe. Dies zeigt sich auch in ihrem tragischen Ende. Obwohl ihr Geliebter zum Mörder geworden ist, kann sie den Engel nicht lassen (V,2). Doch da Karl durch seinen Schwur an die Räuber gebunden ist, ist eine gemeinsame Zukunft der beiden unmöglich. Amalia erwartet ihre einzige Rettung und Hoffnung im Tod, denn auch eine Rückkehr in das Haus des alten Moor wäre für sie keine Lösung, sondern eher Resignation und hätte ihre Liebe zu Karl in Frage gestellt. Als sie schließlich auf ihr Flehen hin von Karl ermordet wird, geschieht dies weniger aus Barmherzigkeit denn aus Verzweiflung über die Ausweglosigkeit ihrer Situation.

### Maximilian von Moor
Der Graf Maximilian von Moor (auch „der alte Moor“ genannt) ist der Vater von Karl und Franz. Er ist gnädiger Herrscher über seine Untertanen, lässt sich jedoch in seiner Gutgläubigkeit allzu leicht beeinflussen. Er ist mit der Zeit schwach geworden und kann sich gegenüber seinen eigenwilligen Söhnen nicht mehr durchsetzen. Aufgrund des frühen Todes seiner Gemahlin gezwungen, seine Kinder allein zu erziehen, ist es ihm nicht gelungen, beiden Söhnen gerecht zu werden und ihnen zu moralischer Stabilität zu verhelfen.

### Moritz Spiegelberg
Spiegelberg agiert als gewissenloser und intriganter Gegenspieler Karl Moors, den er um seinen Status als Räuberhauptmann beneidet. Er berauscht sich am Morden, Brandschatzen und Plündern und prahlt damit, mit seinen Kumpanen sämtliche Nonnen eines Klosters vergewaltigt zu haben. Durch Karl sieht er sich in seiner Willkür und Raublust eingeschränkt. Deshalb versucht er, Karl bei den Räubern schlecht zu machen und dessen Position einzunehmen, wird aber von Schweizer erstochen. Wie Franz stellt er seine geistige Originalität in den Dienst egoistischer Ziele, wie Karl zeigt er sich unzufrieden mit der bürgerlichen Ordnung. Eine Erklärung für seine Ressentiments könnte sich aus dem Bewusstsein, als Jude am Rande der Gesellschaft zu stehen, ergeben, wobei nicht zweifelsfrei geklärt werden kann, ob Spiegelberg tatsächlich Jude ist. Weil ihm die soziale Anerkennung versagt ist, bleibt ihm als möglicher Ausweg nur die brüchige Existenz des Verbrechers.

### Diener Daniel
Er ist Hausknecht des Grafen von Moor. Er ist ein herzensguter Mensch, geduldig und gläubig. Trotzdem scheint ihm die Loyalität gegenüber Franz vorübergehend wichtiger als die zu Gott. Sein Liebling aber ist Karl, und so ist er auch die zweite Person (nach Franz), die den Räuberhauptmann trotz Verkleidung wiedererkennt.

## Interpretation

### Thematik

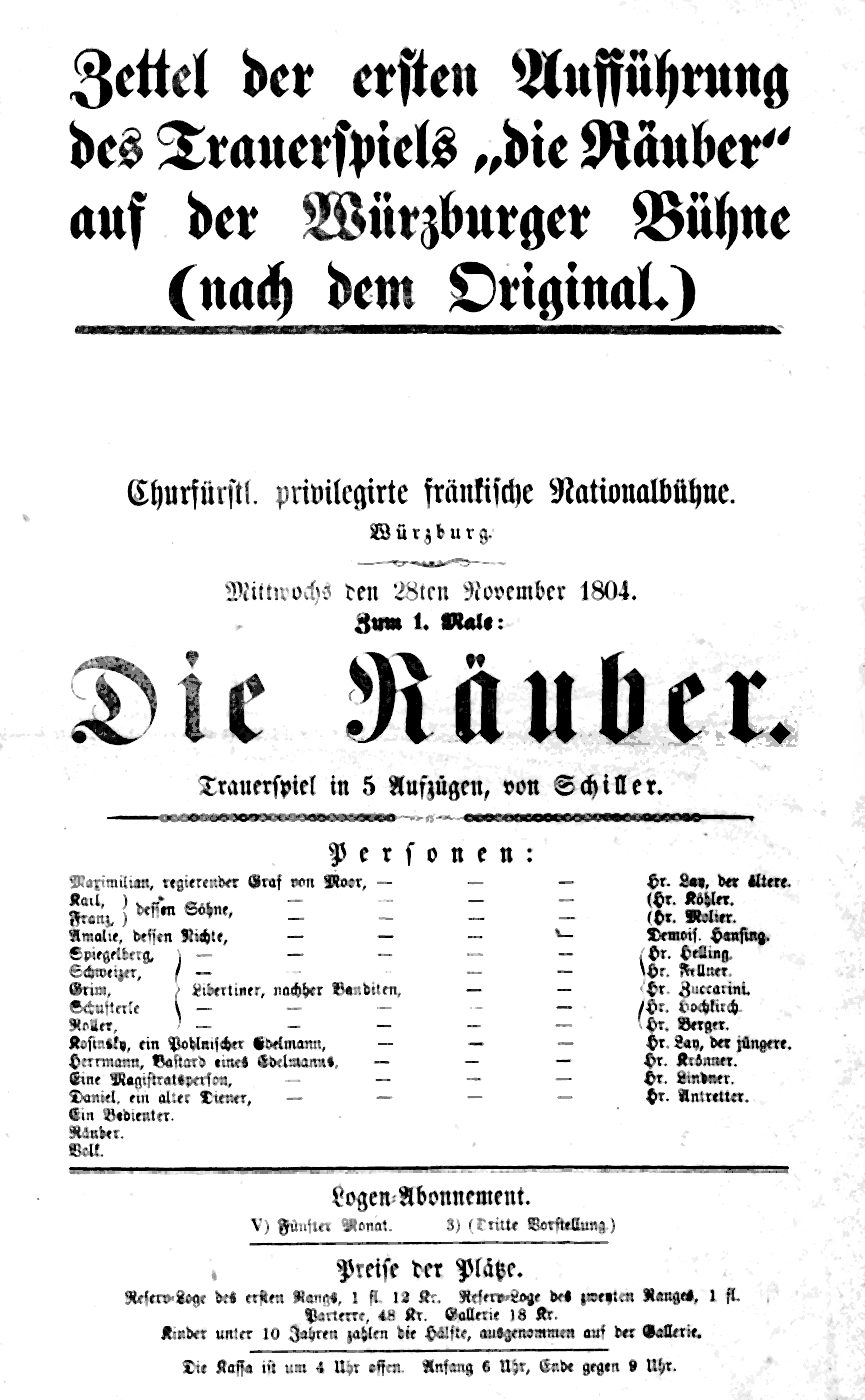
Theaterzettel zur ersten Aufführung auf der Würzburger Bühne am 28. November 1804.

Zwei Brüder kämpfen auf unterschiedliche Weise gegen das Unrecht Maximilians. Der eine wurde (irrtümlich) vom Vater verstoßen, dem anderen, als hässlichem Zweitgeborenen, schon immer Liebe verweigert. Der aufbegehrende, Grenzen durchbrechende Karl nimmt in offenem Kampf sein Schicksal in die Hand, Franz tut es auf hinterlistige Weise. Letztlich scheitern jedoch beide: Franz, der sich der Verwerflichkeit seiner Taten bewusst ist, bringt sich aus Angst vor der Rache der herannahenden Räuber um; Karl erkennt, dass auch er Unrecht getan hat, und opfert sich in einer letzten guten Tat, sodass am Ende die herrschende Ordnung nicht umgestoßen wird.
Als Vorlage für die Räuberbande diente die Mitte des 18. Jahrhunderts mit bis zu 150 Mitgliedern starke Krummfinger-Balthasar-Bande. Nach Jakob Friedrich von Abel diente der Sonnenwirt Johann Friedrich Schwan, welcher auch in Schillers „Der Verbrecher aus verlorener Ehre (1792)“ vorkam, als eine (weitere) Quelle für den Räuberhauptmann.
In einer aktualisierenden Interpretation angesichts der Herausforderung des Terrorismus weist Arata Takeda darauf hin, dass die parallelen Brüder-Handlungen, im Zeichen einer „Fehlentwicklung aufgeklärten Denkens“, die Entstehungs- und Entfaltungsbedingungen von Gewalt gegen eine politische Ordnung reflektieren. Damit weist das Stück gewissermaßen auf die Französische Revolution und deren späteren Verlauf voraus.

### Inhaltliche Besonderheiten
Eines der wichtigsten Merkmale der Strömung des Sturm und Dranges der deutschen Literatur in der Epoche der Aufklärung, der Die Räuber entstammen, ist der Protest gegen Normen und Gesetze der Literatur, wie die von Aristoteles aufgestellten Regeln der Tragödie. Dabei ging es nicht direkt um Aristoteles, sondern um seine Auslegung durch die französische Klassik, etwa eines Nicolas Boileau, die vor der französischen Revolution obsolet geworden war. In Paris führten ähnliche Bestrebungen zur Gattung des Theatermelodrams, das Schillers Räubern ähnelt.
Das Drama spielt in der Mitte des 18. Jahrhunderts. Der Handlungszeitraum umfängt etwa zwei Jahre und widerspricht den nach Aristoteles aufgestellten Regeln. Außerdem findet die Handlung an weit entfernten Schauplätzen statt – im Schloss des Grafen, in der Schenke an der sächsischen Grenze und teils in den böhmischen Wäldern an der Donau.
Dem ersten Anschein nach hat Schiller die von Aristoteles beobachtete Ständeklausel eingehalten, denn der Protagonist Karl und sein Bruder Franz sind Söhne des Grafen Maximilian Moor und somit adeligen Standes. Auch Karls Verlobte trägt einen Adelstitel, sodass man, anders als bei Schillers Kabale und Liebe, nicht von einer ständeübergreifenden Liebe sprechen kann. Allerdings hat sich Karl Moor mit seinem Beitritt zur Räuberbande von seinem intriganten Bruder und von seinem Vater abgewandt (und seine gesellschaftliche Position verlassen), wodurch das Drama letztlich doch noch ständeübergreifend wird.

### Sprache und Stil
Die Diktion der Charaktere ist nicht, wie es im Frankreich des 18. Jahrhunderts als Regel angesehen wurde, in gehobener Verssprache, sondern in Prosa gehalten, und ihre Syntax oft betont umgangssprachlich: „Hm! Hm! So ist es. Aber ich fürchte – ich weiß nicht – ob ich – Eurer Gesundheit? – Ist Euch wirklich ganz wohl, mein Vater?“ Mit emotionaler Sprache erzeugt Schiller leidenschaftliche Intensität und die für den Sturm und Drang typische Aufbruchsstimmung. Die zwischen Pathos und Vulgarität schwankende Prosa ist reich an Stilfiguren (Emphase, Anakoluth, rhetorische Frage, Ironie, Metapher, Klimax, Parallelismus, Hendiadyoin u. a.).

## Uraufführung

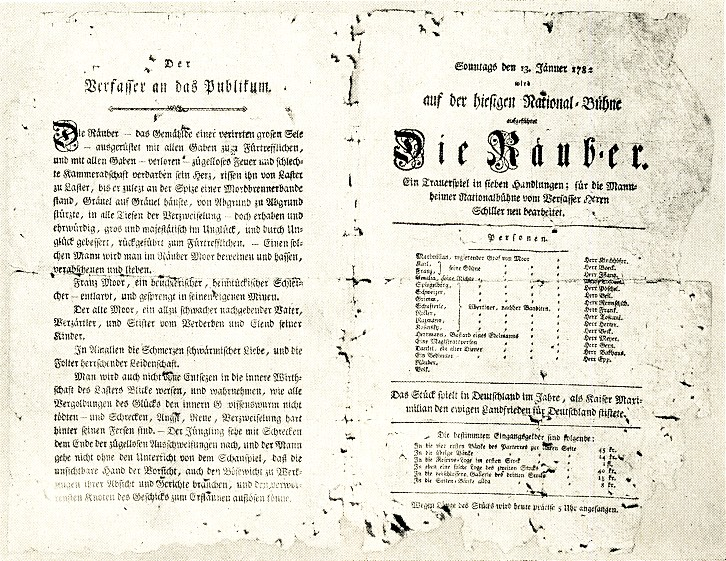
Theaterzettel zur Uraufführung am 13. Januar 1782

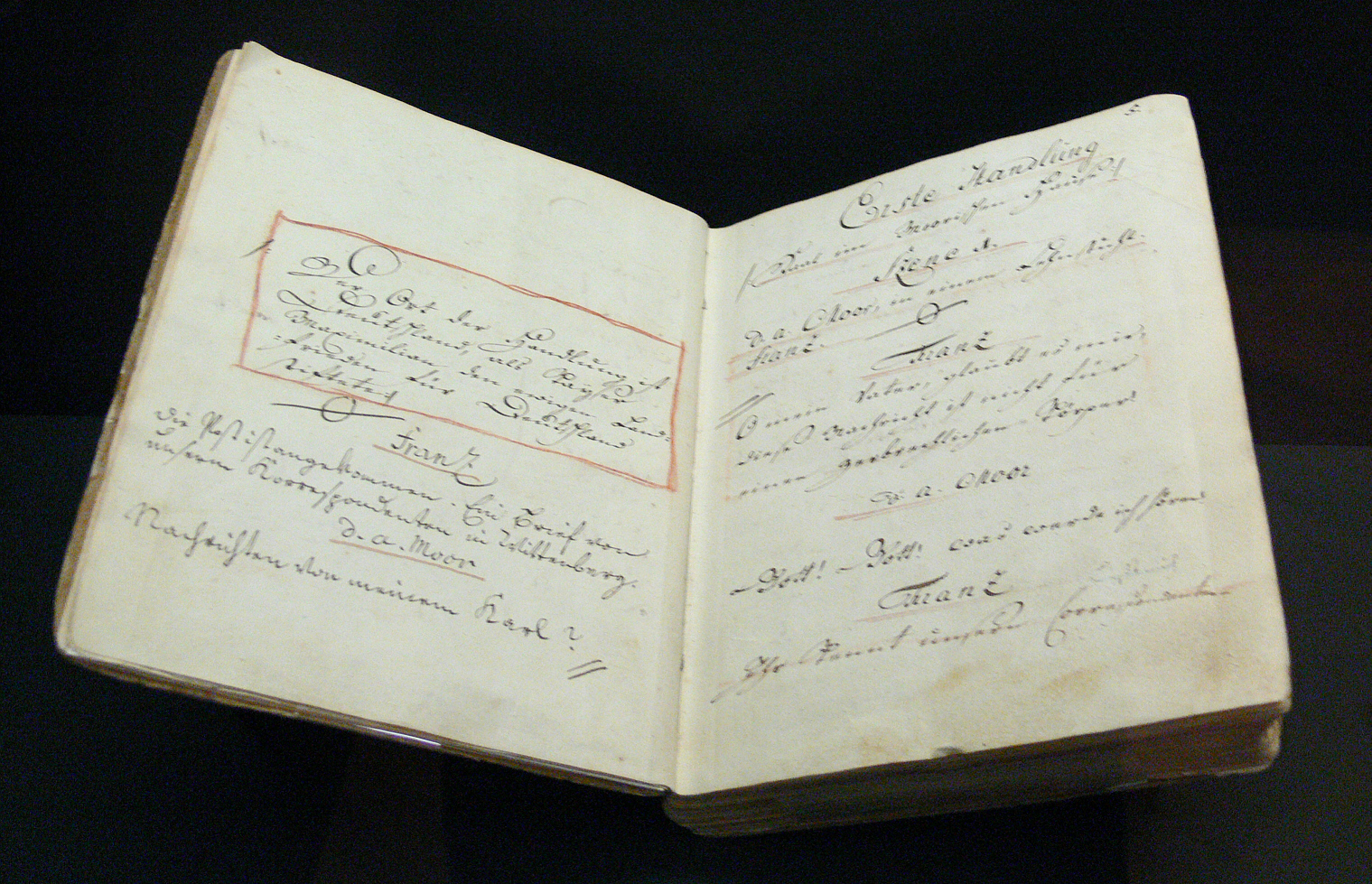
Soufflierbuch der Mannheimer Uraufführung

Am 13. Januar 1782 wurde das Stück am Nationaltheater Mannheim uraufgeführt. Das öffentliche Interesse war groß, da bereits die ein Jahr zuvor erschienene Druckausgabe großes Aufsehen wegen ihrer offenen Kritik am Feudalsystem erregt hatte. Theaterdirektor und Regisseur Wolfgang Heribert von Dalberg wollte die Handlung dadurch entschärfen, dass er sie 300 Jahre in die Vergangenheit verlegte. August Wilhelm Iffland trat in der Rolle des Franz Moor jedoch mit zeitgenössischer Kleidung auf.
Die Aufführung löste einen Skandal aus. Ein Zeitzeuge berichtete: „Das Theater glich einem Irrenhaus, rollende Augen, geballte Fäuste, heisere Aufschreie im Zuschauerraum. Fremde Menschen fielen einander schluchzend in die Arme, Frauen wankten, einer Ohnmacht nahe, zur Tür. Es war eine allgemeine Auflösung wie ein Chaos, aus dessen Nebeln eine neue Schöpfung hervorbricht.“ Schiller, der mit seinem Freund Andreas Streicher der Uraufführung selbst beiwohnte, obwohl es ihm verboten war, bedachte die Aufführung in einer anonymen Kritik, in der er dem Autor, also sich selbst, auch Schwächen vorwarf.

## Rezeption

### Parodie
E. T. A. Hoffmann deutete in seiner nachgelassenen Novelle Die Räuber die Handlung um, indem Karl zum Bösewicht und Franz zu einer edlen Person wurde.

### Theater
2025 feiert eine Fortschreibung des Schillertextes mit dem Titel Mannheimer Räuber*innen von Leo Lorena Wyss (Nestroy-Theaterpreis 2024 in der Kategorie Bester Nachwuchs (Musik, Autor, Bühne und Kostüm)) zusammen mit dem Mannheimer Stadtensemble am Nationaltheater Mannheim Premiere. Regie führte Beata Anna Schmutz.

### Musik
- Saverio Mercadante komponierte eine Oper I Briganti, die auf Schillers Stück basiert und 1836 in Paris uraufgeführt wurde.
- Giuseppe Verdis Oper I masnadieri, uraufgeführt 1847, griff erneut das Thema auf.
- Giselher Klebes 1957 uraufgeführte erste Oper Die Räuber, zu der er auch das Libretto schrieb, basiert auf Schillers Drama und ist dem Andenken Giuseppe Verdis gewidmet.
- Bonfire veröffentlichte 2008 ein Album mit dem Titel The Räuber, welches deutsch- und englischsprachige Lieder mit Szenen aus den Räubern umschreibt. Außerdem arbeitete Bonfire mit dem Theater Ingolstadt eine Rockoper des Stückes mit Liveauftritten der Band aus.

### Verfilmungen
- D 1913: Die Räuber (Regie: Friedrich Fehér)
- DDR 1967: Die Räuber (TV), Regie: Gerd Keil, Jens-Peter Proll
- D 1977: Tod oder Freiheit (Regie: Wolf Gremm; sehr freie Adaption)
- D/B/L 2014: Die Räuber (Regie: Pol Cruchten; Eröffnungsfilm des Filmfestival Max Ophüls Preis 2015)
- D 2016: Die Räuber (Regie: Cornelia Köhler, Schulfilm, DVD)[10]

Manche Filmografien geben fälschlicherweise eine deutsche Verfilmung aus dem Jahre 1940 an. Gemeint ist damit aber der Film Friedrich Schiller – Triumph eines Genies, in dem die Entstehung des Stückes und seine Uraufführung eine wesentliche Rolle spielen.

### Hörspieladaptionen (Auswahl)
- 1924: Die Räuber, Regie: Nicht angegeben. Produktion: Süddeutsche Rundfunk AG (SÜRAG).
- 1925: Die Räuber, Regie: Alfred Braun. Produktion: Funk-Stunde Berlin.
- 1926: Die Räuber, Regie: Hermann Beyer. Produktion: NORAG.
- 1927: Die Räuber, Regie: Max Krüger. Produktion: SÜRAG.
- 1954: Die Räuber, Regie: Carlheinz Riepenhausen. Produktion: HR.
- 1954: Die Räuber, Regie: Martin Flörchinger. Produktion: Rundfunk der DDR.
- 1959: Die Räuber, Regie: Johannes Klein. Produktion: HR.
- 1959: Die Räuber, Regie: Heinz-Günter Stamm. Produktion: BR.
- 1963: Die Räuber, Regie: Karl Kayser, Produktion: VEB Deutsche Schallplatten Berlin, Litera 8 60 051-052
- 2006: Die Räuber, Regie: Leonhard Koppelmann. Produktion: SWR.

## Trivia
- Der Libertiner Grimm stimmt Spiegelbergs Plan zur Gründung einer Räuberbande mit den Worten zu: „Si omnes consentiunt ego non dissentio. Wohlgemerkt, ohne Komma!“ (1. Akt, 2. Szene). Damit bezieht er sich auf die Geschichte von der Ermordung der ungarischen Königin Gertrud im Jahr 1213 (siehe Artikel Etiam si omnes, ego non, Abschnitt Ein rettendes Komma).
- Die fiktive Figur Johannes Scheffler, der in Sönke Wortmanns Filmkomödie Kleine Haie versucht, an deutschen Schauspielschulen aufgenommen zu werden, bedient sich dazu Karls Monolog „Hört ihr’s wohl?“ (Akt II, Szene 3).
- Das „Schiller-Räuber-Problem“ ist ein nach Schillers Drama benanntes Problem, das bei der Suche in einer Datenbank auftreten kann.

## Ausgaben
- Friedrich Schiller: Die Räuber. Herausgegeben von Joseph Kiermeier-Debre. Originaltext mit Anhang zu Verfasser, Werk und Textgestalt, incl. Zeittafel und Glossar, erschienen in der Bibliothek der Erstausgaben, 5. Auflage. Deutscher Taschenbuch Verlag, München 2005, ISBN 3-423-02601-4.
- Friedrich Schiller: Die Räuber. In: Friedrich Schiller: Sämtliche Werke. Auf Grund der Originaldrucke hrsg. von Gerhard Fricke und Herbert G. Göpfert in Verbindung mit Herbert Stubenrauch. Band 1: Gedichte. Dramen I. 4. Auflage. Carl Hanser, München 1965.
- Friedrich Schiller: Die Räuber. Ein Schauspiel. Mit Anmerkungen von Christian Grawe. Reclam, Stuttgart 2014. ISBN 978-3-15-000015-1.
- Friedrich Schiller: Die Räuber. Studienausgabe. Herausgegeben von Bodo Plachta. Reclam, Stuttgart 2015. ISBN 978-3-15-018672-5
- Friedrich Schiller: Die Räuber. Ein Schauspiel. (= Reclam XL. Text und Kontext). Herausgegeben von Uwe Jansen. Reclam, Stuttgart 2021. ISBN 978-3-15-016115-9.
- Friedrich Schiller: Die Räuber. Text und Materialien. (= Reihe „Klassische Schullektüre“). Bearbeitet von Ekkehart Mittelberg und Dieter Seiffert. Cornelsen, Berlin 2000, ISBN 3-464-12138-0.
- Einfach klassisch: Friedrichschiller: Die Räuber. Für die Schule bearbeitet von Diethard Lübke. Cornelsen, ISBN 978-3464609545.